# Ciferria coccothrinacis
Ciferria coccothrinacis är en svampart som beskrevs av Gonz. Frag. 1925. Ciferria coccothrinacis ingår i släktet Ciferria, divisionen sporsäcksvampar och riket svampar.   Inga underarter finns listade i Catalogue of Life.